# Caetano Reis e Sousa
Caetano Reis e Sousa (* 1968 in Lissabon) ist ein portugiesischer Immunologe. Er ist für Forschungen zu Dendritischen Zellen bekannt.
Caetano Reis e Sousa studierte Biologie am Imperial College London und wurde 1992 in Oxford in Immunologie promoviert. Als Post-Doktorand war er an den National Institute of Allergy and Infectious Diseases. Ab 1998 forschte er beim Imperial Cancer Research Fund in London mit eigenem Labor und nach dessen Integration 2015 im Francis Crick Institute, an dem er Gruppenleiter ist. Außerdem ist er Professor für Immunologie am Imperial College London und hat Ehrenprofessuren am King’s College London und am University College London.
Reis e Sousa entdeckte, dass das Skelettgerüst der Zellen, bestehend aus Actin-Filamenten, Signale an das Immunsystem sendet, wenn Zellen zum Beispiel absterben. Viele der Informationen laufen in den dendritischen Zellen des Immunsystems zusammen, deren Koordinationsrolle Reis e Sousa erforscht.
2017 erhielt er den Louis-Jeantet-Preis. 2006 wurde er Mitglied der European Molecular Biology Organization und der Academy of Medical Sciences. 2009 wurde er Offizier des Ordem de Sant’Iago da Espada. 2008 erhielt er den Liliane Bettencourt Preis. Seit 2019 ist er Mitglied der Royal Society.